# Premier ministre de la république démocratique du Congo
 (avril 2024).
Le Premier ministre de la république démocratique du Congo (en swahili : Waziri Mkuu wa Jamhuri ya Kidemokrasia ya Kongo, en lingala : Minisele ya Yambo wa Republiki ya Kɔ́ngɔ Demokratiki), est le chef du gouvernement de la république démocratique du Congo.

## Histoire
Le poste de Premier ministre était déjà présent dans le premier gouvernement de l'État indépendant du Congo (EIC) après l'accession à l'indépendance de la république démocratique du Congo le 30 Juin 1960, avec comme Premier ministre Patrice Lumumba, en 1960. Au cours des années suivantes, les prérogatives et les attributions du Premier ministre ont beaucoup évolué. Par ailleurs, sous le règne du feu président Mobutu Sese Seko en 1966, le titre de Premier ministre avait disparu, pour réapparaître avec le titre de Premier commissaire d'État en 1977, ainsi qu'après la période suivant la première guerre du Congo[réf. nécessaire].
Cependant, hormis Patrice Lumumba, qui est le tout Premier ministre de l'histoire de la république démocratique du Congo, plusieurs grandes figures de l'histoire du pays ont occupé le poste de Premier ministre de la RDC, parmi lesquels : Moïse Tshombé, qui avait auparavant dirigé le gouvernement sécessionniste du Katanga, Étienne Tshisekedi Wa Mulumba, opposant de longue date du régime Mobutu, qui a été élevé par trois fois à ce poste, et chaque fois à la suite d'une pression populaire[réf. nécessaire].
Le poste de Premier ministre a refait surface comme institution de la République, dans la Constitution de la IIIe République sous l'ancien président Kabila, dont : Antoine Gizenga était nommé Premier ministre de la IIIe République, en date du 30 décembre 2006. Gizenga avait été aussi vice-Premier ministre dans le tout premier gouvernement de la RDC dont Patrice Lumumba, était le chef du gouvernement en 1960, sous le président Joseph Désiré Kasa-Vubu, premier président de la république démocratique du Congo après l'indépendance.
L'actuelle Première ministre de la république démocratique du Congo est Judith Suminwa Tuluka, première femme à occuper à ce poste, nommée le 1er avril 2024, par le président de la République, Felix Tshisekedi Tshilombo.

## Nomination
Selon la Constitution de la IIIe République de 2006, le Premier ministre est nommé par le président de la République, au sein du parti, de la coalition ou du groupe parlementaire qui dispose de la majorité à l'Assemblée nationale.
Le mandat de député ou de sénateur est incompatible avec l'exercice de la primature.

## Rôle

### Suppléance du président de la République
Au cas où le Président de la République est empêché de présider le Conseil des ministres, ce pouvoir est délégué au Premier ministre.

### Chef du gouvernement
Le Premier ministre est le chef du gouvernement. Il peut déléguer une partie de ces pouvoirs aux autres membres du gouvernement.

### Contresignature
Le Premier ministre consigne les actes du Président.

### Relations avec le Parlement

#### Présentation
Avant d’entrer en fonction, le Premier ministre présente à l’Assemblée nationale le programme du Gouvernement.

#### Destitution
Réunis en Congrès, l’Assemblée nationale et le Sénat ont la compétence de déférer le Président de la République et le Premier ministre devant la Cour constitutionnelle, notamment pour haute trahison et délit d’initié.

### Responsabilité
Le Premier ministre peut, après délibération du Conseil des ministres, engager devant l’Assemblée nationale la responsabilité du Gouvernement sur son programme, sur une déclaration de politique générale ou sur le vote d’un texte.

### État d’urgence et état de siège
Le Président de la République proclame l’état d’urgence ou l’état de siège, après concertation avec le Premier ministre et les Présidents des deux Chambres.

## Honneurs, prérogatives et avantages

### Dotation
Le Premier ministre bénéficie d’une dotation.